# 평 (시호)
평(平)은 시호에 쓰이는 글자다. 《일주서》 시법해에서는 치이무생(治而無眚), 집사유제(執事有制), 포강지기(布綱持紀)를 일컫는다고 한다.

## 평황제
- 전한 평제
- 요 평제
- 원 평제

## 평왕
- 동주 평왕
- 초 평왕

## 평공
- 감 평공
- 기 평공
- 노 평공
- 단 평공
- 송 평공
- 연 평공
- 제 평공
- 조 평공
- 주 평공
- 진 평공
- 진 평공
- 진 평공

## 평후
- 위 평후
- 채 평후